# Michał Czarnecki
Michał Czarnecki (ur. 1 marca 1973) – polski montażysta i scenarzysta filmowy. 
Laureat Nagrody za montaż na Gdynia Film Festival oraz laureat Polskiej Nagrody Filmowej, Orzeł w kategorii najlepszy montaż.

## Wybrana filmografia
jako montażysta:
- Boisko bezdomnych (2008)
- Janosik. Prawdziwa historia (2009)
- W ciemności (2011)
- Miasto 44 (2014)
- Facet (nie)potrzebny od zaraz (2014)
- Karbala (2015)

jako scenarzysta:
- Facet (nie)potrzebny od zaraz (2014)

## Nagrody i nominacje
- 2012 – Nagroda za montaż filmu W ciemności na Gdynia Film Festival
- 2012 – nominacja do Nagrody Kanadyjskiej Akademii Kina i Telewizji, Genie za montaż filmu W ciemności
- 2015 – Polska Nagroda Filmowa, Orzeł za montaż filmu Miasto 44
- 2016 – nominacja do Polskiej Nagrody Filmowej, Orzeł za montaż filmu Karbala